# وكالة أذربيجان الوطنية للفضاء
وكالة أذربيجان الوطنية للفضاء (MAKA) (بالأذرية : Azərbaycan Milli Aerokosmik Agentliyi) هي وكالة الفضاء الحكومية الأذربيجانية. تعمل الوكالة كمركز علمي "Kaspiy" داخل أكاديمية العلوم الوطنية الأذربيجانية منذ عام 1974.
أنشت الوكالة في عام 1992 بموجب المرسوم رقم 580 الصادر عن الرئيس الأذربايجاني بدلاً من مركز كاسبي للأبحاث العلمية التابع للأكاديمية الوطنية للعلوم بأذربيجان.

## تاريخ
يتم تنفيذ برنامج الفضاء الأذربيجاني في الغالب من خلال التعاون الدولي كما كان الحال خلال الحقبة السوفيتية، حيث أنتج عدد قليل من المصانع الأذربيجانية معدات لمشاريع الفضاء للاتحاد السوفيتي، ولكن منشآتها أصبحت الآن قديمة. تضمن البرنامج سلسلة من البعثات الفضائية، وبالتعاون مع الدول الأخرى.
في عام 2006، نُقلت الوكالة إلى وزارة الصناعة الدفاعية. في عام 2009، عززت صناعة الفضاء الأذربيجانية باعتبارها وكالة جديدة أنشئت في إطار البرنامج الحكومي لتطوير صناعة الفضاء بعد موافقة الرئيس إلهام علييف.
في 30 يونيو 2014، أطلقت الوكالة بالتعاون مع إيرباص قمرًا صناعيًا لرصد الأرض SPOT 7. وهي تشكل كوكبة من أقمار تصوير الأرض المصممة لتوفير استمرارية البيانات عالية الدقة حتى عام 2024.